# Ofensiva de Baja Silesia
La Ofensiva de Baja Silesia (en ruso: Нижнесилезская наступательная операция) fue una operación militar ofensiva emprendida por el Ejército Rojo en dicho territorio alemán hacia el final de la Segunda Guerra Mundial.Fue llevada a cabo del 8 al 24 de febrero de 1945 por las fuerzas del 1.er Frente Ucraniano. Inicialmente, el plan de operación preveía la ofensiva del grupo de ataque del frente en dirección a Berlín. Sin embargo, la fuerte resistencia de las tropas alemanas hizo posible llevar a cabo este plan sólo parcialmente.

## Antecedentes
La operación ofensiva del 1.er Frente Ucraniano fue planeada por el Cuartel General Supremo del Mando Supremo y el comando del frente a finales de enero de 1945 y debía convertirse en una continuación lógica de la ofensiva del Vístula-Oder y una parte integral de la futura ofensiva estratégica general del Ejército Rojo. El mariscal Iván Kónev recordó:
"Se planeó dar el golpe principal desde dos grandes cabezas de puente en el Óder, al norte y al sur de Breslau. El resultado fue rodear esta ciudad fuertemente fortificada y luego, después de tomarla o dejarla en la retaguardia, pretendíamos desarrollar una ofensiva con el grupo principal directamente hacia Berlín."
Inicialmente, el plan de operación incluía realizar el ataque principal desde las cabezas de puente en el Oder, romper las defensas enemigas y hacer avanzar aún más el grupo de ataque del frente en dirección a Berlín. El comandante del 1.er Frente Ucraniano, el mariscal Kónev, decidió lanzar simultáneamente tres ataques coordinados. El grupo más poderoso, que incluía cuatro ejércitos combinados (3.º de la Guardia, 6.º, 13.º y 52.º) y dos ejércitos de tanques (3.º de la Guardia y 4.º), se concentró en una cabeza de puente al norte de Breslau. El 5.º Ejército de la Guardia y el 21.º Ejército, reforzados por dos cuerpos de tanques, se concentraron al sur de Breslavia. Los 59.º y 60.º ejércitos debían atacar el ala izquierda del frente.

## Orden de batalla

### Unión Soviética
1.er Frente Ucraniano (comandante Mariscal Iván Kónev) compuesto por:
- 3.º Ejército de la Guardia (Coronel General V. N. Gordov)
- 13.º Ejército (Coronel General N.P. Pújov)
- 52.º Ejército (Coronel General K. A. Koroteyev)
- 6.º Ejército (Teniente General Vladímir Gluzdovski)
- 3.º Ejército de Tanques de la Guardia (Coronel General Pável Rybalko)
- 4.º Ejército de Tanques (Coronel General Dimitri Leliushenko)
- 25.º Cuerpo de Tanques (General de División de las Fuerzas de Tanques E.I. Fominyj)
- 7.º Cuerpo Mecanizado de la Guardia (Teniente General de Fuerzas de Tanques I.P. Korchagin)
- 5.º Ejército de la Guardia (Coronel General A.S. Zhádov)
- 21.º Ejército (Coronel General Dimitri Gúsev)
- 31.º Cuerpo de Tanques (General de División de las Fuerzas de Tanques G. G. Kuznetsov)
- 4.º Cuerpo de Tanques de la Guardia (Teniente General de las Fuerzas de Tanques P. P. Poluboyarov)
- 59.º Ejército (teniente general Iván Koróvnikov)
- 60.º Ejército (Coronel General P. A. Kurochkin)
- 1.º Cuerpo de Caballería de la Guardia (Teniente General V.K. Baranov)
- 2.º Ejército Aéreo (Coronel General de Aviación Krasovsky S.A.)

Total: 980,800 personas, 1289 tanques, 2380 aviones.

### Alemania
Grupo de Ejércitos Centro (mariscal de campo Ferdinand Schörner) compuesto por:
- 4.º Ejército Panzer (General de las Fuerzas Panzer F. Gräser),
- 17.º Ejército
- Grupo de Ejércitos "Heinrici"

El apoyo aéreo a las fuerzas terrestres estuvo a cargo de la 4.ª Flota Aérea.
En total al inicio de la operación: 16 infantería, 2 infantería ligera, 4 tanques, 2 motorizados, 1 división de esquí, 7 grupos de combate, 1 brigada de tanques, grupo de cuerpos de Breslau. 
Durante la batalla, el mando alemán desplegó varias divisiones más de tanques, motorizadas y de infantería para contrarrestar a los atacantes.

## Curso de la ofensiva
La ofensiva del 1.er Frente Ucraniano comenzó la mañana del 8 de febrero después de una preparación de artillería de 50 minutos. Se produjeron feroces combates a lo largo de todo el frente. Durante los dos primeros días de la operación, los ejércitos del ala derecha del frente lograron el mayor éxito. A finales del 10 de febrero, rompieron las defensas enemigas y avanzaron profundamente en su territorio hasta 60 km. En el sector central, en la zona de la fortaleza de Breslavia, las tropas que avanzaban encontraron una fuerte resistencia y avanzaron con gran dificultad. En el flanco izquierdo del frente, los 59.º y 60.º Ejércitos, que no tenían superioridad numérica sobre el enemigo, no pudieron atravesar las defensas alemanas y, por orden de Kónev, el 10 de febrero se pusieron a la defensiva. En la primera etapa de la operación, las condiciones climáticas desfavorables y la ausencia de aeródromos de concreto para todo clima en la parte trasera inmediata del frente obstaculizaron las operaciones de aviación. En promedio, los pilotos del 2.º Ejército Aéreo realizaron sólo 546 salidas por día.
La ofensiva se llevó a cabo en condiciones de deshielo primaveral, lo que redujo significativamente la maniobrabilidad de las fuerzas de tanques. Sin embargo, los ejércitos de tanques de los generales Rybalko y Leliushenko, que habían tomado la delantera, comenzaron a luchar para capturar y mantener posiciones ventajosas a lo largo de los ríos Bóbr y Kweis. El 11 de febrero, el ejército de P.S. Rybalko logró llegar al río Bober y forzar un cruce con parte de sus fuerzas. El 4.º Ejército Panzer, avanzando hacia el norte, superó ambos obstáculos de agua en su camino y se apresuró hacia el Neisse. La situación más difícil se creó en el sector central del frente. Aquí, el avance del 21.er, 5.º de la Guardia y 6.º Ejércitos encontraron una tenaz resistencia en el área de la fortaleza de Breslau. El mando alemán, sintiendo la amenaza de cerco de la ciudad, comenzó a transferir fuerzas adicionales aquí. Habiendo evaluado la situación actual, el 12 de febrero el comandante del frente decidió desplegar dos de los tres cuerpos del 3.er Ejército de Tanques de la Guardia, que en ese momento ya habían avanzado mucho. A los petroleros se les encomendó la tarea de atacar la retaguardia del grupo de Breslau y ayudar así a los ejércitos 6.º y 5.º de la Guardia a rodear Breslau. El día 13, unidades del 7.º Cuerpo Mecanizado de la Guardia y del 31.º Cuerpo de Tanques se encontraron al oeste de Breslavia, completando el cerco de la fortaleza. Unidades del 5.º Ejército de la Guardia y del 6.º Ejército, avanzando tras los petroleros, comenzaron a crear un frente de cerco interno y externo. El cuerpo de tanques del 3.er Ejército de Tanques de la Guardia, que había llegado en ese momento, atacó el flanco de la 19.ª División de Tanques alemana, que intentaba romper el anillo de cerco recién formado.
A finales del 14 de febrero, el 4.º Ejército Panzer se acercó al río Neisse y al día siguiente capturó una cabeza de puente en su orilla occidental cerca de la ciudad de Gross-Gastrose. A su vez, el mando alemán aprovechó el avance insuficientemente rápido del 13.er Ejército, que avanzaba tras el ejército de Leliushenko, y, con la ayuda de poderosos ataques por los flancos, volvió a cerrar el frente detrás de los petroleros, aislándolos de las fuerzas principales del frente. El mando del frente tuvo que desplegar parte de las fuerzas del 4.º Ejército Panzer para, junto con las formaciones del 13.er Ejército, restablecer las comunicaciones interrumpidas.
Una vez completado el cerco de Breslau, sólo el 6.º ejército del general Vladímir Gluzdovski fue asignado para bloquear la guarnición de la fortaleza, y las tropas liberadas pudieron utilizarse para desarrollar aún más la ofensiva.
Tras analizar la situación, el mando del frente llegó a la conclusión de que los objetivos fijados al inicio de la operación no se lograrían y que aún no era posible atacar Berlín. En este sentido, el 16 de febrero se preparó y envió a Moscú un plan ofensivo actualizado. Las principales tareas que planteó fueron:
- Acceso al Neisse por parte de los ejércitos del ala derecha del frente y captura de cabezas de puente en su orilla occidental;
- Captura de la fortaleza de Breslau por el 6.º ejército;
- Salida del ala izquierda hacia las estribaciones septentrionales de los Sudetes.

El plan presentado fue aprobado por el Cuartel General y el frente comenzó a implementarlo.
El 16 de febrero, el 3.er Ejército de la Guardia del general Vasili Gordov capturó el cruce del río Bóbr en la zona de Grossen y pronto continuó su ofensiva en dirección a la ciudad de Guben. Mientras las formaciones del 3.er Ejército de la Guardia y del 52.º Ejército llegaban al Neisse, las tropas del 4.º ejército de tanques del general D. Lelyushenko luchaban duramente desde hacía varios días para mantener las cabezas de puente en la orilla occidental del río. Sin embargo, el 1.er Frente Ucraniano no tenía fuerzas suficientes para consolidar firmemente las cabezas de puente capturadas, por lo que pronto fueron abandonadas por orden del comandante Kónev.
Tratando de cambiar el rumbo de la batalla, el comando alemán llevó reservas al área de batalla (los ejércitos 8.º Tanques, 408.º Infantería y 10.º Divisiones Motorizadas) y atacó el flanco del ejército de tanques de Rybalko, amenazando con alcanzar la retaguardia del 4.º Tanques que avanzaba con éxito y 13.er ejércitos. Para eliminar la crisis, el mando del frente tuvo que tomar medidas enérgicas. En particular, se trajeron unidades del 52.º Ejército para fortalecer el flanco izquierdo del grupo que avanzaba. Durante varios días continuaron los feroces combates en esta sección del frente. Ciertas alturas y asentamientos cambiaron de manos varias veces. El 22 de febrero, gracias a los esfuerzos conjuntos del 3.er Ejército de Tanques de la Guardia y el 52.º Ejército, el enemigo fue derrotado y arrojado de regreso al sur.
A pesar de la tenaz resistencia de los alemanes, el 24 de febrero las tropas del 1.er Frente Ucraniano alcanzaron el Neisse en la desembocadura de Penzig, dejando en su retaguardia las guarniciones rodeadas de las ciudades de Glogau y Breslavia. Al mismo tiempo, el ala sur del frente se cernía amenazadoramente sobre el grupo de tropas alemanas de Alta Silesia y el mando del frente comenzó a desarrollar un plan para la operación ofensiva en Alta Silesia.